# Mattson Tomlin
Mattson Tomlin (Bucarest, 16 de julio de 1990) es un guionista, productor y director estadounidense.

## Biografía
Mattson Tomlin nació en 1990 en Bucarest , pero fue adoptado por estadounidenses y creció en Massachusetts. Se graduó en 2012 en el Conservatorio de la Universidad Estatal de Nueva York (SUNY) en Purchase ( Nueva York ). De 2012 a 2014, también estudió cine en el American Film Institute (AFI). 

### DC Comics

#### DC Black Label
- Batman: The Imposter #1−3 (2021), recopilado como Batman: The Imposter (2022, ISBN 978-1779514325)[4]

## Filmografía
| Año  | Título         | Director | Productor | Guionista | Nota           |
| ---- | -------------- | -------- | --------- | --------- | -------------- |
| 2020 | Project Power  |          |           | Sí        |                |
| 2021 | Little Fish    |          | Sí        | Sí        |                |
| 2021 | Mother/Android | Sí       | Sí        | Sí        |                |
| 2022 | The Batman     |          |           | Sí        | No acreditado. |